# Kleinbahnabteilung des Provinzialverbandes Sachsen
Die Kleinbahnabteilung des Provinzialverbandes Sachsen in Merseburg verwaltete von 1907 bis 1945 die Mehrzahl der normalspurigen Kleinbahnen in der preußischen Provinz Sachsen.

## Geschichte
Wie fast alle preußischen Provinzialverbände förderte auch der Provinzverband Sachsen den Bau und Betrieb von Kleinbahnen durch finanzielle Unterstützung und Beratung der zahlreichen Kleinbahngesellschaften, die nach dem Inkrafttreten des Preußischen Kleinbahngesetzes entstanden waren. Im Jahre 1905 schlug der Landeshauptmann dem Oberpräsidenten der Provinz Sachsen vor, eine eigene Abteilung in der Verwaltung zu schaffen, in der alle Maßnahmen gebündelt würden, die der Rationalisierung des Betriebes, der Senkung der Kosten durch gemeinsame Materialbeschaffung und der Vertretung der Interessen der Kleinbahnen in der Provinz dienten.
Daraufhin konnte die Kleinbahnabteilung am 1. Januar 1907 ihre Arbeit aufnehmen. An ihrer Spitze stand ein Landeskleinbahndirektor als oberster Betriebsleiter aller angeschlossenen Bahnen. Obwohl der Beitritt zu der gemeinsamen Verwaltung freiwillig war, unterstanden ihr im Jahre 1912 bereits Strecken von insgesamt 500 Kilometer Länge.
Für die Mitgliedsbetriebe wurden einheitliche Vorschriften erlassen, die unter anderem Betrieb, Besoldung und Bekleidung des Personals regelten. Außerdem wurde als gemeinsame Reparaturwerkstatt die „Sächsische Eisenbahnbedarfs- und Maschinenfabrik Sachsenwerk GmbH“ in Stendal gegründet. Die Kleinbahnabteilung bewährte sich besonders in der schwierigen Nachkriegszeit nach 1918. Durch gegenseitige Unterstützung konnten alle Kleinbahngesellschaften, die zusammen nun über 800 Kilometer Strecken betrieben, vor dem Konkurs bewahrt werden. Dem Ziel, die Abwanderung von Fahrgästen zu vermindern, diente auch die neu geschaffene „Kraftverkehrs-GmbH Sachsen-Anhalt“, die das Schienennetz durch Omnibuslinien ergänzte und 1939 eine Linienlänge von 131 Kilometer aufwies.

## Mitgliedsbetriebe
Bis zum Ende des Zweiten Weltkrieges hatte die Zahl der verwalteten Bahnen ihren Höhepunkt mit den folgenden 22 Betrieben erreicht:
- Altmärkische Kleinbahn AG
- Delitzscher Kleinbahn AG
- Kleinbahn-AG Bebitz-Alsleben
- Kleinbahn Bergwitz–Kemberg GmbH
- Kleinbahn-AG Ellrich–Zorge
- Kleinbahn-AG Erfurt–Nottleben
- Kleinbahn-AG Gardelegen-Haldensleben-Weferlingen
- Kleinbahn-AG in Genthin
- Kleinbahn-AG Heudeber-Mattierzoll
- Kleinbahn-AG Könnern-Rothenburg
- Kleinbahn-AG Neuburxdorf–Mühlberg
- Kleinbahn-AG Osterburg–Pretzier
- Kleinbahn-AG Rennsteig–Frauenwald
- Kleinbahn-AG Schildau–Mockrehna
- Kleinbahn-AG Wallwitz-Wettin
- Kleinbahn-AG Wolmirstedt–Colbitz
- Kyffhäuser Kleinbahn AG
- Langensalzaer Kleinbahn AG
- Obereichsfelder Kleinbahn AG
- Prettin-Annaburger Kleinbahn AG
- Salzwedeler Kleinbahnen GmbH
- Stendaler Kleinbahn AG

## Ende
Nach dem Ende des Kriegs und der Bildung der Sowjetischen Besatzungszone übernahm das Ministerium für Wirtschaft und Verkehr in Halle die Aufgaben der Kleinbahnabteilung, die ihrerseits aufgelöst wurde. Ab 1. Januar 1947 war die neu gegründete „Sächsischen Provinzbahnen GmbH“ in Halle zuständig. Immerhin gelang es, die Strecken, die damals verwaltet wurden, vor der Demontage zu bewahren.